# Nakajima G10N
El Nakajima G10N Fugaku (en japonés: 富岳 o 富嶽, "Monte Fuji") fue un bombardero estratégico de ultra largo alcance proyectado por la Nakajima Aircraft Company durante la Segunda Guerra Mundial. Diseñado para atacar objetivos industriales en los Estados Unidos, este proyecto nunca fue llevado a cabo debido al empeoramiento de la situación bélica de Japón, lo que llevó a su cancelación en 1944.

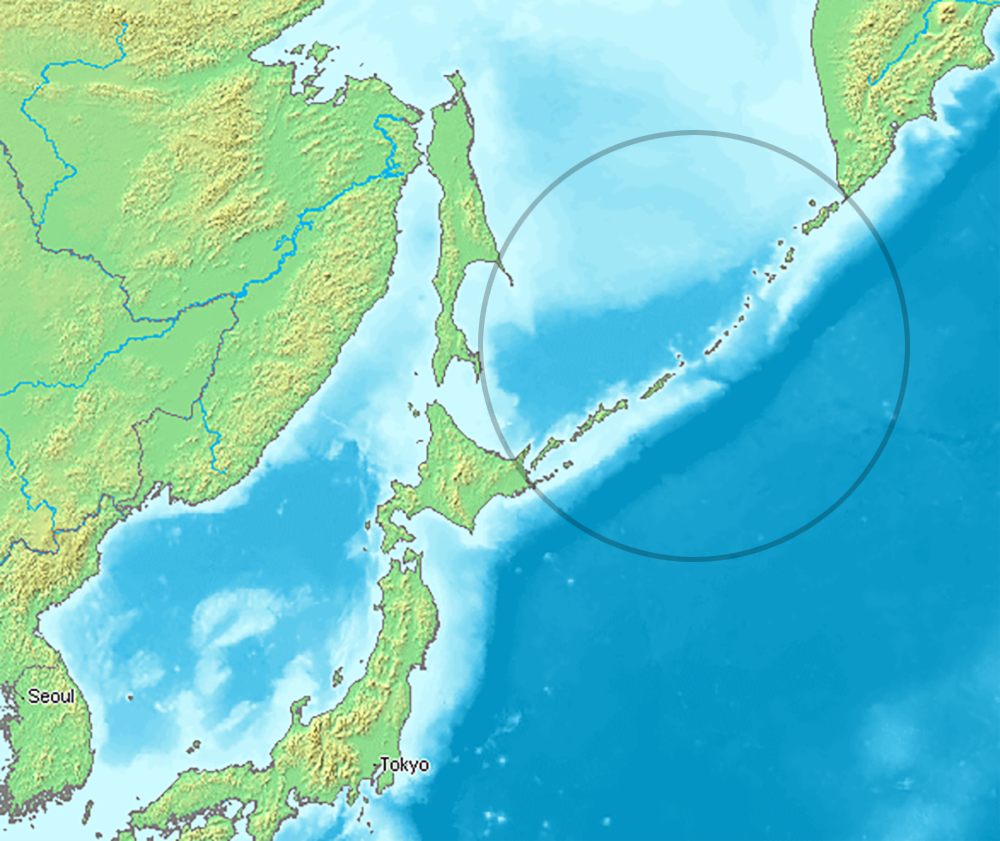
Islas Kuriles, lugar desde donde se planeba el despegue de las aeronaves.

### Concepto y desarrollo
El Fugaku tuvo su origen en el Proyecto Z, una iniciativa del Ejército Imperial Japonés en 1942 para desarrollar un bombardero intercontinental capaz de despegar desde las Islas Kuriles, atacar ciudades estadounidenses como San Francisco, Chicago y Nueva York, y aterrizar en Francia ocupada para reabastecerse y regresar. 
El diseño incluyó variantes como:
- Un bombardero pesado.
- Un avión de transporte con capacidad para 300 tropas.
- Un avión artillado con 40 ametralladoras para ataques terrestres masivos.

El diseño incorporaba alas rectas, hélices contrarrotatorias y motores radiales Nakajima Ha-54 de 36 cilindros y 5,000 hp cada uno. Para ahorrar peso, se planeaba desechar parte del tren de aterrizaje tras el despegue.

### Cancelación
El proyecto fue cancelado en julio de 1944 debido a problemas técnicos y la falta de recursos, sin que se construyera ningún prototipo.

### Especificaciones planeadas
- Tripulación: 6-10 personas.
- Dimensiones:
  - Longitud: 44.98 m.
  - Envergadura: 64.98 m.
  - Altura: 8.77 m.
- Peso:
  - Vacío: 65,000 kg.
  - Máximo al despegue: 160,000 kg.
- Rendimiento:
  - Velocidad máxima: 679 km/h.
  - Alcance máximo: 17,999 km.
  - Altitud máxima: 15,000 m.
- Armamento:
  - 4 cañones de 20 mm.
  - Hasta 20,000 kg de bombas.

### Aeronaves similares
- Boeing B-29 Superfortress
- Focke-Wulf Ta 400
- Messerschmitt Me 264
- Junkers Ju 390

### Secuencias de designación
- Sistema de designación aeronaves del RLM: ← Me 362 · Me 364 · Ju 388 · Ju 390 · Fw 391 · Ar 396 · Ta 400 →

### Listas relacionadas
- Anexo:Aeronaves militares de Alemania en la Segunda Guerra Mundial